# Mustii
Mustii właśc. Thomas Mustin (ur. 21 listopada 1990 w Brukseli) – belgijski piosenkarz i autor tekstów. Reprezentant Belgii w 68. Konkursie Piosenki Eurowizji (2024).

## Życiorys
W 2012 ukończył studia teatralne na uniwersytecie Institut des Arts de Diffusion i zaczął grać we francuskim serialu telewizyjnym À tort ou à raison.
W 2014 wydał swój debiutancki singel „The Golden Age”.
W 2015 zagrał we francuskim filmie Odd Job oraz w belgijskim serialu The Break.
30 sierpnia 2023 ogłoszono, że został wybrany wewnętrznie do reprezentowania Belgii w Konkursie Piosenki Eurowizji 2024. 16 lutego 2024 ujawniono, że będzie reprezentował Belgię z piosenką „Before the Party’s Over”.  9 maja wystąpił w drugim półfinale, jednak nie zakwalifikował się do finału.